# آندری لوکانوف
آندری لوکانوف (انگلیسی: Andrey Lukanov؛ ۲۶ سپتامبر ۱۹۳۸ – ۲ اکتبر ۱۹۹۶) یک سیاست‌مدار اهل بلغارستان بود.